# Нижнетагирово
Нижнетаги́рово (баш. Түбәнге Таһир) — деревня в Баймакском районе Республики Башкортостан Российской Федерации. Входит в состав Темясовского сельсовета (c 2006 года). Ранее входила в состав Биляловского сельсовета.

## География

### Географическое положение
Расстояние до:
- районного центра (Баймак): 63 км,
- центра сельсовета (Темясово): 6 км,
- ближайшей железнодорожной станции (Сибай): 108 км.

Находится на правом берегу реки Сакмары.

## История
В 1960 году Нижне-Тагирово переведено из Абзелиловского района в Баймакский, согласно указу Президиума Верховного Совета Башкирской АССР от 27 июня 1960 г. № 36-2/78 «О передаче Биляловского сельсовета Абзелиловского района в состав Баймакского района». Он гласил:
«Передать Биляловский сельсовет Абзелиловского района в составе населенных пунктов Баймурзино, Билялово, Верхне-Тагирово, Кипчаково, Нижне-Тагирово, Куль-Идель, Семяновка, Умитбаево и пос. фермы Суванякского сов. в состав Баймакского района» (текст по справочнику «История административно-территориального деления Республики Башкортостан (1708—2001). Сборник документов и материалов», Уфа: Китап, 2003. — 536 с. С.308).
В 2006 году Верхнетагирово переведено в Темясовский сельсовет, согласно Закону Республики Башкортостан «Об изменениях в административно-территориальном устройстве Республики Башкортостан, изменениях границ и преобразованиях муниципальных образований в Республике Башкортостан», ст. 1, ч.195 (часть сто девяносто шестая введена Законом РБ от 29.12.2006 № 404-з). Он гласил:

195. Изменить границы Биляловского и Темясовского сельсоветов Баймакского района согласно представленной схематической карте, передав деревни Верхнетагирово и Нижнетагирово Биляловского сельсовета в состав территории Темясовского сельсовета.
— gsrb.ru/MainLeftMenu/ZakonoTvorch/Zakoni/125-2004.php

## Население
| 2002 | 2009 | 2010 |
| ---- | ---- | ---- |
| 552  | ↘550 | ↘498 |

Национальный состав
Согласно переписи 2002 года, преобладающая национальность — 99 % башкиры.

## Религия
В деревне есть мечеть.

## Известные уроженцы
- Хусаин Кунакбай (настоящее имя Хусаин Ахметьянович Кунакбаев; 1912 — 1943) — башкирский поэт, член Союза писателей Башкирской АССР (1940).
- Салях Кулибай (настоящее имя Салях Габитович Кулибаев, 1910 — 1976) — башкирский советский писатель, драматург и журналист. Член Союза писателей Башкирской АССР (1934). Заслуженный работник культуры Башкирской АССР (1969). Участник Великой Отечественной войны. Член КПСС (с 1947).